# Ctenogobiops crocineus
Ctenogobiops crocineus é uma espécie de peixe da família Gobiidae e da ordem Perciformes.

## Morfologia
- Os machos podem atingir 10 cm de comprimento total.[3][4]

## Habitat
É um peixe marítimo, de clima tropical e associado aos recifes de coral que vive entre 6–20 m de profundidade.

## Distribuição geográfica
É encontrado na Austrália, Arquipélago de Chagos, China, nas Comores, Índia, Indonésia, Japão, Quénia, nas Maldivas, Palau, Papua-Nova Guiné, nas Filipinas, nas Ilhas Ryukyu, nas Seychelles, Taiwan e Vietname.

## Observações
É inofensivo para os humanos.